# Львівська обласна рада депутатів трудящих І скликання
Львівська обласна рада депутатів трудящих першого скликання — представницький орган Львівської області 1940—1947 років.
Нижче наведено список депутатів Львівської обласної ради 1-го скликання, обраних 15 грудня 1940 року в загальних округах (80 депутатів). Списки обраних в особливих округах (5 депутатів) у пресі не публікувалися. Всього до Львівської обласної ради 1-го скликання було обрано 85 депутатів.
| Прізвище, ім'я, по-батькові                  | Місто чи район                | Виборчий округ               | Посада | Примітки |
| -------------------------------------------- | ----------------------------- | ---------------------------- | --- | -------- |
| Алексеєнко (Олексієнко) Олександр Григорович | Янівський район               | Янівський № 11               | 1-й секретар Львівського обкому ЛКСМУ                                                                          |          |
| Барвінський Василь Олександрович             | місто Львів                   | Шевченківський № 67          | композитор, директор Львівської консерваторії                                                                  |          |
| Бенюк Дмитро Григорович                      | Угнівський район              | Угнівський № 18              | селянин-колгоспник села Калинівка Угнівського р-ну                                                             |          |
| Бердянський Петро Митрофанович               | Золочівський район            | Золочівський № 37            | вибійник шахти № 2 Золочівського шахтобуду                                                                     |          |
| Березюк Євстафій Кирилович                   | місто Львів                   | Червоноармійський № 73       | робітник трамвайного парку № 1 Львівського трамвайного тресту                                                  |          |
| Білецька Параска Яківна                      | Великомостівський район       | Великомостівський № 20       | колгоспниця артілі імені 17 Вересня Великомостівського р-ну                                                    |          |
| Болдун Стефа Іванівна                        | Бродський район               | Бродський № 56               | робітниця Бродського деревообробного комбінату                                                                 |          |
| Бурлака Федот Панкратович                    | Винниківський район           | Винниківський № 28           | завідувач оргінструкторського відділу Львівського обкому КП(б)У                                                |          |
| Ваврик Михайло Степанович                    | Радехівський район            | Радехівський № 48            | директор Радехівської районної лікарні                                                                         |          |
| Верьовка Никанор Іванович                    | Олеський район                | Олеський № 54                | начальник Львівської обласної міліції                                                                          |          |
| Вижко Сильвестр Іванович                     | Рава-Руський район            | Рава-Руський № 60            | голова артілі імені Хрущова Рава-Руського р-ну                                                                 |          |
| Волошина Ярина Антонівна                     | Сокальський район             | Сокальський № 50             | трактористка артілі імені Сталіна Сокальського р-ну                                                            |          |
| Гетьман Григорій Олексійович                 | Любачівський район            | Любачівський № 5             | директор Новиковської МТС Любачівського р-ну                                                                   |          |
| Грищук Леонід Степанович                     | місто Львів                   | Залізничний № 80             | 1-й секретар Львівського обкому КП(б)У                                                                         |          |
| Гулик Ксавера Гнатівна                       | Красненський район            | Красненський № 39            | учителька неповносередньої школи села Гологори Красненського р-ну                                              |          |
| Гупало Михайло Іванович                      | Бібркський район              | Бібркський № 32              | голова Старосільської сільської ради Бібркського р-ну                                                          |          |
| Гурняк Мар'ян Михайлович                     | місто Львів                   | Шевченківський № 66          | майстер, начальник ливарного цеху Львівського ливарно-механічного заводу                                       |          |
| Давиденко Степан Денисович                   | Синявський район              | Синявський № 1               | секретар Львівського обкому КП(б)У                                                                             |          |
| Дейнека Олександр Феодосійович               | Ляшківський район             | Ляшківський № 2              | голова Ляшківського райвиконкому                                                                               |          |
| Демидов Олександр Панасович                  | місто Львів                   | Червоноармійський № 74       | військовослужбовець                                                                                            |          |
| Дідух Климентій                              | Янівський район               | Янівський № 12               | голова Каменобродської сільської ради Янівського р-ну                                                          |          |
| Діяк Катерина Михайлівна                     | Новояричівський район         | Новояричівський № 24         | колгоспниця артілі «Червона зірка» села Цеперів Ново-Яричівського р-ну                                         |          |
| Добош Іван Йосипович                         | Яворівський район             | Яворівський № 8              | селянин села Мужиловичі Яворівського р-ну                                                                      |          |
| Дорощук Іван Миколайович                     | Пониковецький район           | Пониковецький № 58           | завідувач Львівського обласного торговельного відділу                                                          |          |
| Дриль Михайло Іванович                       | Горинецький район             | Горинецький № 7              | секретар Львівського облвиконкому                                                                              |          |
| Єременко Федір Ісакович                      | місто Львів                   | Червоноармійський № 75       | голова Львівської міської ради                                                                                 |          |
| Жарченко Теодосій Васильович                 | Буський район                 | Буський № 44                 | завідувач Львівського обласного відділу народної освіти                                                        |          |
| Жовнерчук Василь Григорович                  | Кам'янко-Струмилівський район | Кам'янко-Струмилівський № 46 | агроном Кам'янко-Струмилівської МТС                                                                            |          |
| Захаров Хома Тарасович                       | Львівський сільський район    | Львівський сільський № 25    | голова Львівського сільського райвиконкому                                                                     |          |
| Іщук Петро Іванович                          | Рава-Руський район            | Рава-Руський № 59            | робітник шахти Потеличі Рава-Руського р-ну                                                                     |          |
| Калиняк Федір Йосипович                      | Краковецький район            | Краковецький № 4             | селянин села Кобильниця Руська Краковецького р-ну                                                              |          |
| Касьян Панас Федотович                       | Радехівський район            | Радехівський № 47            | голова Радехівського райвиконкому                                                                              |          |
| Колесніченко Павло Васильович                | Бібркський район              | Бібркський № 31              | редактор Львівської обласної газети «Вільна Україна»                                                           |          |
| Комков Федір Васильович                      | Городоцький район             | Городоцький № 13             | військовослужбовець                                                                                            |          |
| Колтиш Софія Іллівна                         | місто Львів                   | Залізничний № 76             | робітниця Львівської кондитерської фабрики                                                                     |          |
| Кравченко Семен Минович                      | Бродський район               | Бродський № 55               | голова Бродського райвиконкому                                                                                 |          |
| Крип'якевич Іван Петрович                    | місто Львів                   | Залізничний № 78             | професор Львівського державного університету імені Івана Франка                                                |          |
| Кудловська Ольга Тимофіївна                  | місто Львів                   | Шевченківський № 69          | заступник директора по кадрах Львівської беконно-консервної фабрики                                            |          |
| Кушко Лев Максимович                         | місто Львів                   | Червоноармійський № 71       | інженер Львівського водоканалтресту                                                                            |          |
| Лаврикович Степан Павлович                   | Сокольницький район           | Сокольницький № 62           | випальник вапняного заводу                                                                                     |          |
| Линда Дмитро Іванович                        | Глинянський район             | Глинянський № 41             | селянин села Замістя Глинянського р-ну                                                                         |          |
| Личковський Богдан Михайлович                | Лопатинський район            | Лопатинський № 51            | директор неповносередньої школи села Гутисько Лопатинського р-ну                                               |          |
| Майборода Іван Павлович                      | Дідилівський район            | Дідилівський № 43            | начальник Львівського обласного земельного відділу                                                             |          |
| Маньковський Йосип Антонович                 | Сокольницький район           | Сокольницький № 27           | редактор Львівської обласної газети «Czerwony sztandar»                                                        |          |
| Мацько Микола Григорович                     | Львівський сільський район    | Львівський сільський № 26    | 2-й секретар Львівського обкому КП(б)У                                                                         |          |
| Міненко Самуїл Миколайович                   | Щирецький район               | Щирецький № 30               | 1-й секретар Щирецького райкому КП(б)У                                                                         |          |
| Мостовік Софія Яківна                        | Олеський район                | Олеський № 53                | селянка села Бужок Олеського р-ну                                                                              |          |
| Обідняк Іван Прокопович                      | місто Львів                   | Залізничний № 79             | директор Львівської кондитерської фабрики імені Кірова                                                         |          |
| Павник Катерина Іванівна                     | Жовківський район             | Жовківський № 16             | колгоспниця артілі «Комунар» села Мацошин Жовківського р-ну                                                    |          |
| Парнас Яків Оскарович                        | місто Львів                   | Сталінський № 65             | професор, керівник кафедри біохімії і неорганічної хімії Львівського медичного інституту                       |          |
| Партика Ірина Яківна                         | Винниківський район           | Винниківський № 29           | начальник цеху технічного контролю Винниківської тютюнової фабрики                                             |          |
| Петренко Микола Михайлович                   | місто Львів                   | Сталінський № 63             | директор Львівської швейної фабрики                                                                            |          |
| Петров Іван Олексійович                      | місто Львів                   | Шевченківський № 70          | начальник прикордоних військ Західного округу НКВС, заступник начальника прикордоних військ НКВС УРСР, комбриг |          |
| Пивко Іван Йосипович                         | місто Львів                   | Шевченківський № 68          | голова Шевченківської районної ради міста Львова                                                               |          |
| Полянський Степан Іванович                   | Краковецький район            | Краковецький № 3             | військовослужбовець                                                                                            |          |
| Посполітак Катерина Михайлівна               | Городоцький район             | Городоцький № 14             | колгоспниця артілі імені Леніна села Завидовичі Городоцького р-ну                                              |          |
| Пронін Олександр Олексійович                 | Куликівський район            | Куликівський № 23            | голова Львівської обласної промислової ради                                                                    |          |
| Ратишина Наталія Василівна                   | Пониковецький район           | Пониковецький № 57           | ланкова колгоспу імені Сталіна Чехівської сільради Пониковицького р-ну                                         |          |
| Редько Лука Євдокимович                      | Золочівський район            | Золочівський № 38            | голова Золочівського райвиконкому                                                                              |          |
| Реміняк Іван Савич                           | Угнівський район              | Угнівський № 19              | 1-й секретар Угнівського райкому КП(б)У                                                                        |          |
| Савчук Дмитро Петрович                       | Сокальський район             | Сокальський № 49             | голова Сокальського райвиконкому                                                                               |          |
| Сало Катерина Григорівна                     | Магерівський район            | Магерівський № 17            | селянка села Лаврики Магерівського р-ну                                                                        |          |
| Свинар Василь Ількович                       | Куликівський район            | Куликівський № 22            | голови артілі імені Сталіна села Звертів Куликівського р-ну                                                    |          |
| Сергієнко Василь Тимофійович                 |                               | особливий округ              | начальник Управління НКВС Львівської області                                                                   |          |
| Соляник Лаврентій Панкратович                | Красненський район            | Красненський № 40            | завідувач Львівського обласного відділу соціального забезпечення                                               |          |
| Станєв Дмитро Христофорович                  | Глинянський район             | Глинянський № 42             | голова правління Львівської обласної споживчої спілки                                                          |          |
| Стриєр Лейзер Вольфович                      | Перемишлянський район         | Перемишлянський № 33         | завідувач Львівського обласного відділу комунального господарства                                              |          |
| Тимченко Петро Антонович                     | місто Львів                   | Червоноармійський № 72       | голова Львівського облвиконкому                                                                                |          |
| Толстошеєв Василь Омелянович                 | Яворівський район             | Яворівський № 9              | обласний військовий комісар Львівської області                                                                 |          |
| Трегуб Гнат Маркович                         | Кам'янко-Струмилівський район | Кам'янко-Струмилівський № 45 | завідувач Львівського обласного відділу охорони здоров'я                                                       |          |
| Тубалець Іларіон Павлович                    | Підкамінський район           | Підкамінський № 61           | уповноважений Наркомату заготівель СРСР по Львівській області                                                  |          |
| Харитонов Леонід Петрович                    | Лопатинський район            | Лопатинський № 52            | прокурор Львівської області                                                                                    |          |
| Червінський Степан Андрійович                | Перемишлянський район         | Перемишлянський № 34         | директор Перемишлянського цегельного заводу                                                                    |          |
| Шабельник Никифор Андрійович                 | Великомостівський район       | Великомостівський № 21       | голова Львівської обласної планової комісії                                                                    |          |
| Шахрай Петро Касянович                       | місто Львів                   | Залізничний № 77             | начальник управління Львівської залізниці                                                                      |          |
| Шемплінська Ельжбєта Сигизмундівна           | місто Львів                   | Сталінський № 64             | письменниця |          |
| Шишацький Ілля Пилипович                     | Любачівський район            | Любачівський № 6             | завідувач сільськогосподарського відділу Львівського обкому КП(б)У                                             |          |
| Юрко Олексій Пилипович                       | Жовківський район             | Жовківський № 15             | голова Львівського обласного суду                                                                              |          |
| Юшкевич Микола Павлович                      | Немирівський район            | Немирівський № 10            | завідувач Львівського обласного фінансового відділу                                                            |          |
| Якубінська Ганна Іванівна                    | Поморянський район            | Поморянський № 35            | вчителька Поморянської середньої школи                                                                         |          |
| Яцик Петро Андрійович                        | Поморянський район            | Поморянський № 36            | заступник голови Львівського облвиконкому                                                                      |          |
| ?                                            |                               | особливий округ              | |          |
| ?                                            |                               | особливий округ              | |          |
| ?                                            |                               | особливий округ              | |          |
| ?                                            |                               | особливий округ              | |          |